# 213 Lilaea
213 Lilaea eller 1950 TE3 är en asteroid i huvudbältet som upptäcktes den 16 februari 1880 av den tyskamerikanske astronomen Christian Heinrich Friedrich Peters. Den fick senare namn efter najaden i den grekiska mytologin, dotter till flodguden Cephissus.
Lilaeas senaste periheliepassage skedde den 10 mars 2023. Dess rotationstid har beräknats till 8,05 timmar. Asteroiden har uppmätts till diametern 83 km.